# Domhof (Hildesheim)
Der Domhof in Hildesheim ist der Platz um den Dom mit der umgebenden Bebauung. Es handelt sich um einen relativ geschlossenen Bereich mit nur einer schmalen Autozufahrt und Fußgängerpforten. Der umgebende Gebäudebestand stammt zu großen Teilen aus dem 18., nur an der Ostseite überwiegend aus dem 19. und 20. Jahrhundert. Der Zuschnitt ist noch weitgehend derjenige der Domburg Bischof Bernwards. Der Domhof ist neben der jüngeren Marktsiedlung um die Andreaskirche die historische Keimzelle der Stadt Hildesheim. Der Nordteil trägt auch den Namen „Großer Domhof“, während der kleinere südliche Teil auch „Kleiner Domhof“ genannt wird. Die Grenze zwischen beiden bildet das ehemalige fürstbischöfliche Residenzschloss.

## Geschichte

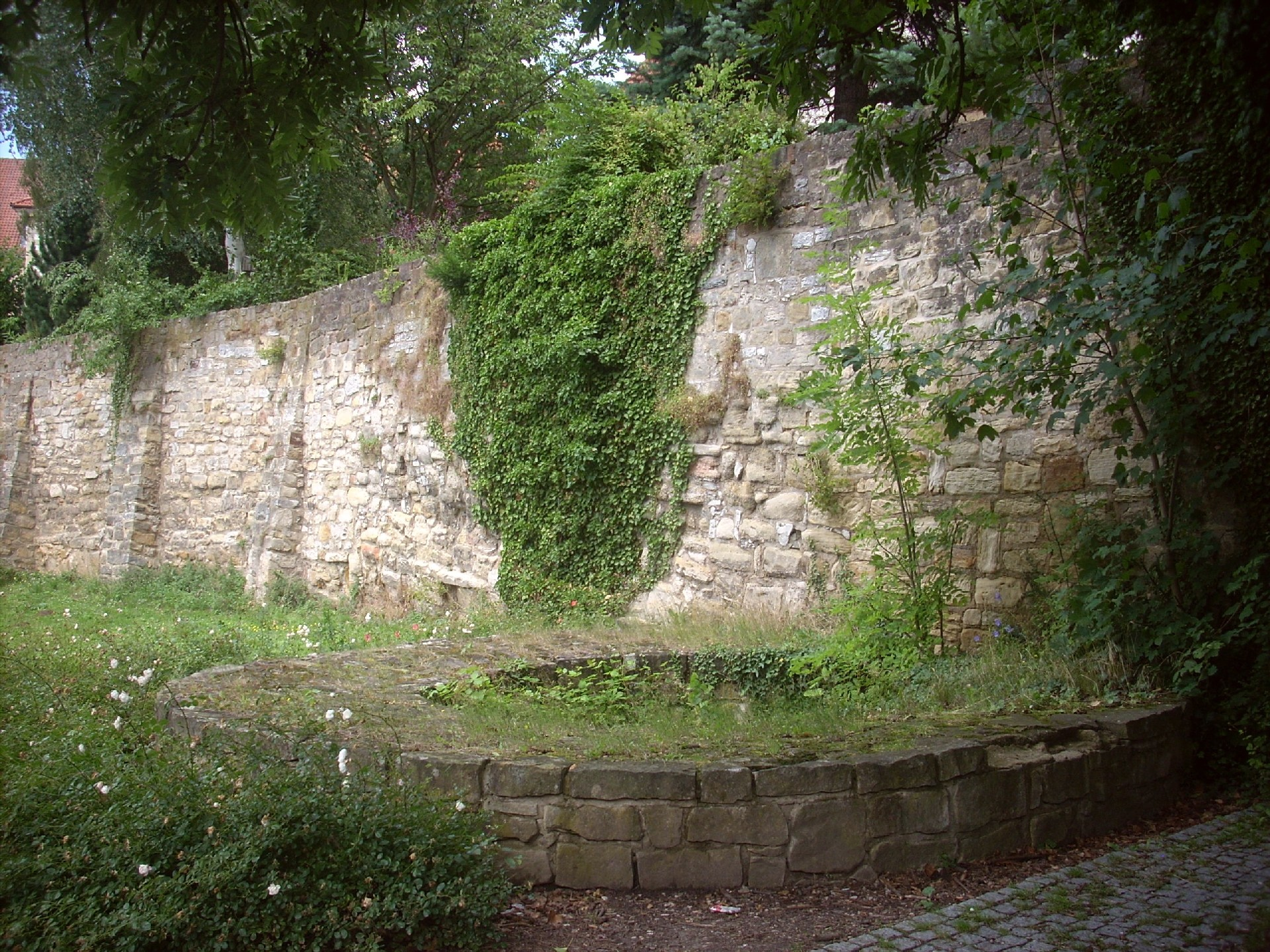
Mauerabschnitt und Rest eines Rundturms der bernwardinischen Domburg

### Bernwardinische Domburg
Im Jahr 815 war auf dem Hügel beim Übergang des Hellwegs über die Innerste das Bistum Hildesheim gegründet und in karolingischer Zeit mit einem bereits ummauerten Bestand von Kirch- und Wohngebäuden für Bischof und Domkapitel rund um den Altfrid-Dom ausgestattet worden.
Um 1000 ließ Bischof Bernward diese ältere Domburg mit einer neuen Wehrmauer umgeben, die mehr als die doppelte Fläche umschloss. Dieser Mauerring war mit zwölf vorgesetzten Rundtürmen und zwei Toren ausgestattet. Die Tore befanden sich im Nordwesten und Nordosten der neuen Anlage. Die Handelsstraße, die an der alten Domburg nördlich vorbeigeführt hatte, durchquerte sie jetzt bei diesen Toren. Beide Tore enthielten im Obergeschoss eine Torkapelle und hießen nach diesen Petrustor (im Osten) und Paulustor (im Westen). Aus der Zwölfzahl der Türme und deren zum Teil strategisch nutzloser Lage ergibt sich neben der bloß zweckmäßigen eine symbolische Bauabsicht Bernwards. Die Gottesstadt der Johannesoffenbarung, die auf den zwölf Säulen der Apostel ruht, sollte sichtbare Gestalt annehmen.

### Fürstbischöfliches Zentrum

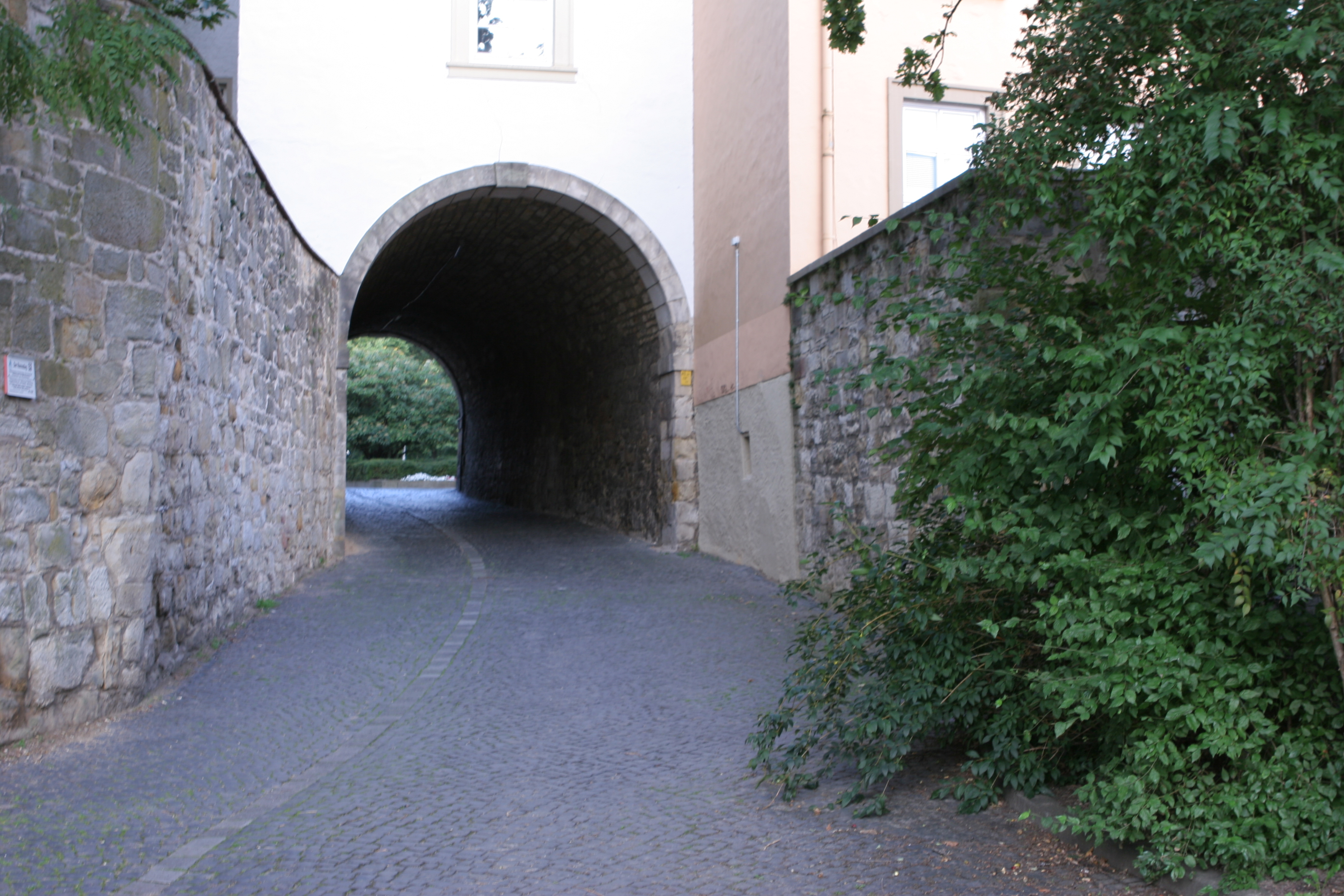
Zugang zum Domhof von Nordwesten (Paulustor)

Im Hochmittelalter und in der frühen Neuzeit war der Domhof die geistliche, politische und administrative Zentrale des Hochstifts Hildesheim. Die Domkapitulare, die aus dem Adel stammten und in diesem Machtgefüge wichtige Positionen hatten, erhielten standesgemäße Häuser. Die Wehrbedeutung der Domburg nahm ab in dem Maße, wie auch die äußere Stadtbefestigung ausgebaut wurde. Teile der alten Mauer verfielen oder wurden in neue Gebäude einbezogen. An der Stelle des alten Bischofshauses entstand ein barockes Residenzschloss.

### 19. Jahrhundert
Das geistliche Fürstentum Hildesheim endete mit der Säkularisation 1802. Die 1823 neu umschriebene Diözese behielt aber ihren geistlichen und administrativen Mittelpunkt am Domhof. Das Kuriengebäude neben dem Paulustor wurde zum neuen Bischofshaus. Zwischenzeitlich war die berühmte berwardinische Christussäule seit der Zeit um 1810 auf dem Großen Domhof aufgestellt. 1893 kam sie aus konservatorischen Gründen ins witterungsgeschützte Innere des Hildesheimer Doms in den südlichen Querhausarm. An ihrer Stelle errichtete man nach Entwürfen des Berliner Bildhauers Ferdinand Hartzer das 1893 geschaffene Bernwardsdenkmal, das ursprünglich auf einem monumentalen Sockel stand und von einem Zaun umgeben war.
Im Osten wird der Großen Domhof dominiert von dem 1888–1896 in mehreren Abschnitten errichteten monumentalen Neorenanaissance-Neubau der königlich preußischen Bezirksregierung, Domhof 1 / Bohlweg 1.

### Zerstörung 1945

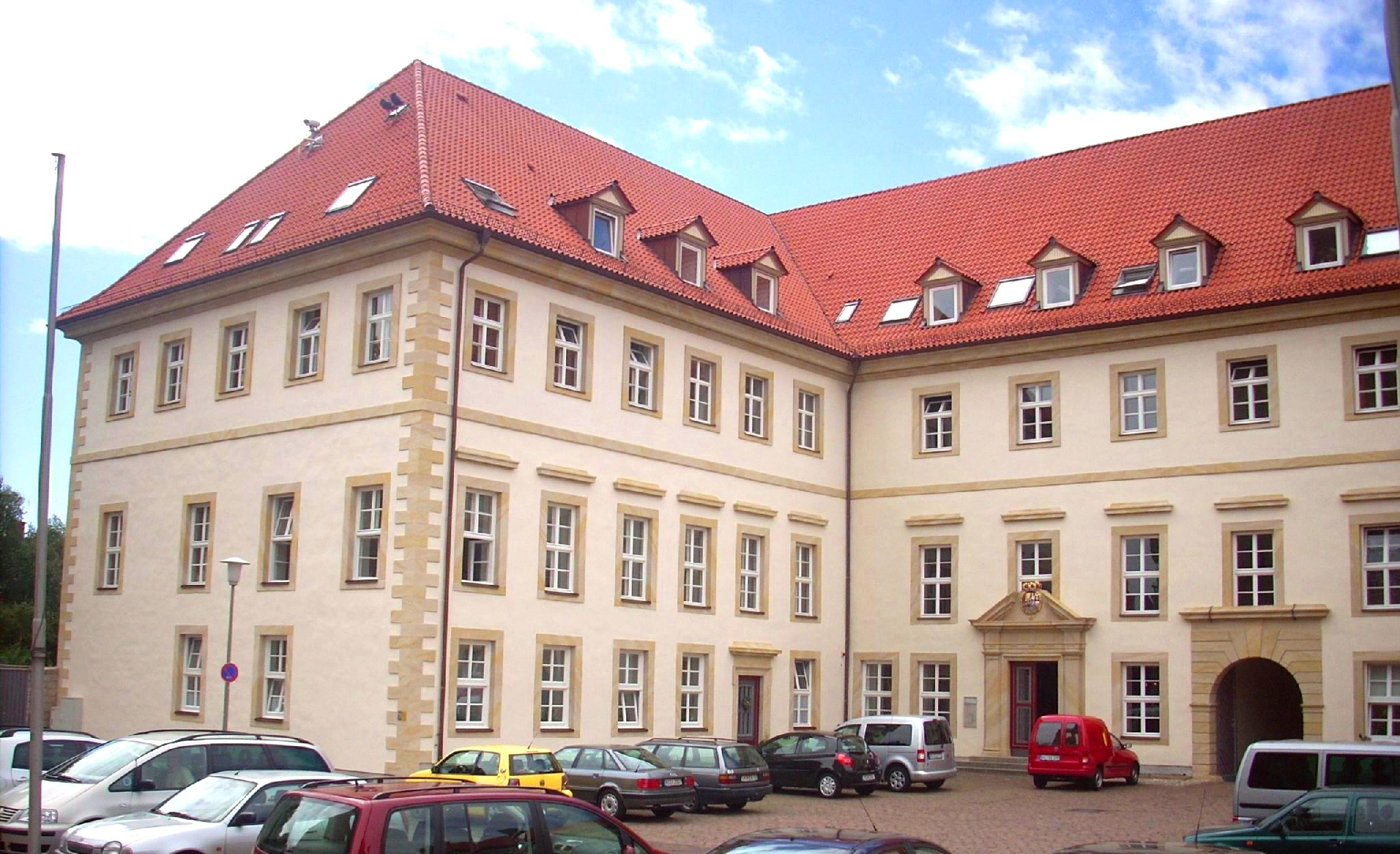
Die ehemals fürstbischöfliche Residenz ist jetzt Generalvikariat des Bistums Hildesheim.

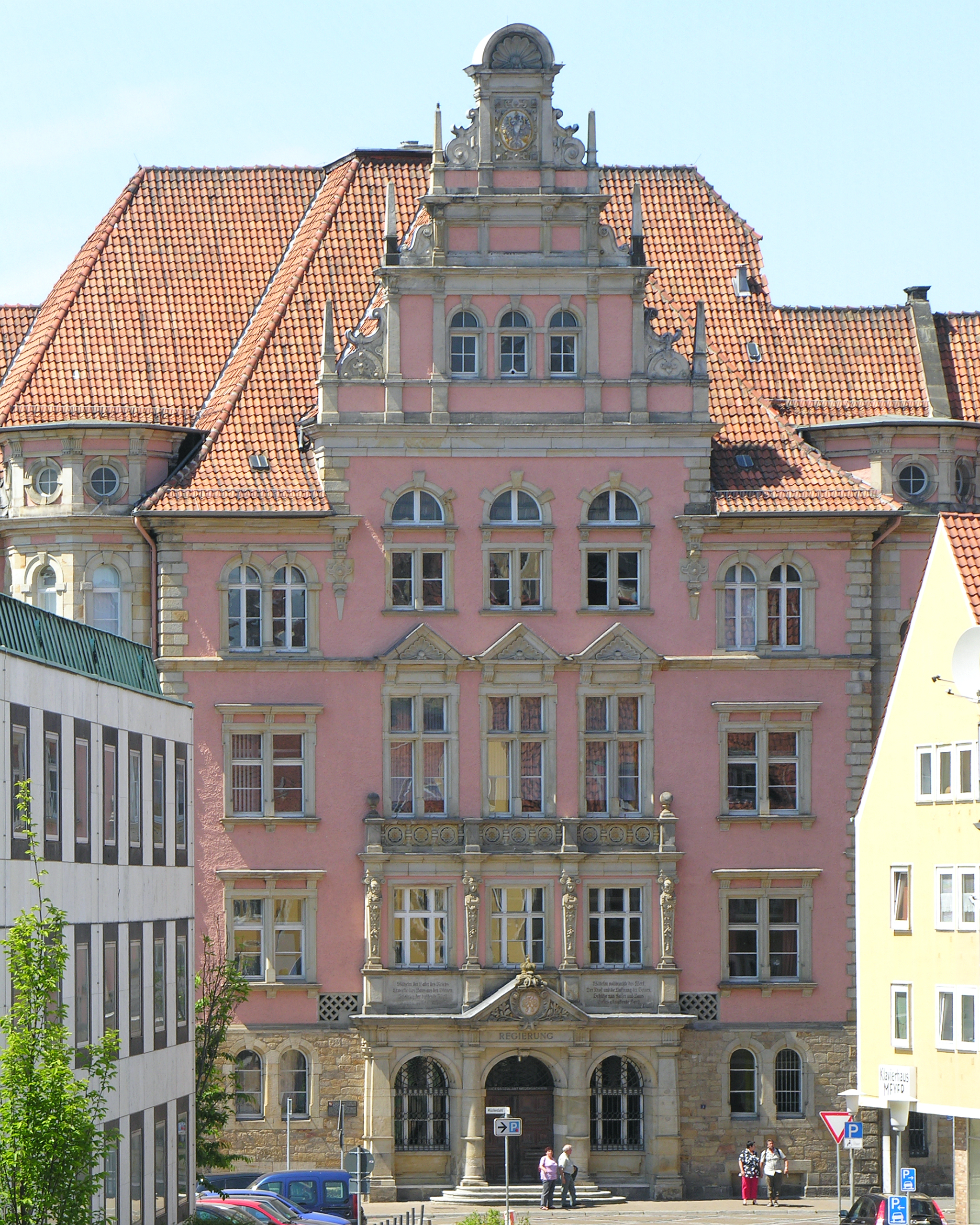
Ehemaliges Verwaltungsgebäude des preußischen Regierungsbezirks Hildesheim, erbaut 1889, Domhof 1 / Bohlweg 1, heute Sitz des Niedersächsischen Landesamtes für Soziales, Jugend und Familie (Blick aus der Kreuzstraße nach Westen).

Im Zweiten Weltkrieg bei dem Luftangriff auf Hildesheim vom 22. Februar 1945 erlitten die Häuser auf der Nordseite des Domhofes – vor allem Haus Nr. 23 – Dach- und Fensterschäden durch Sprengbomben, die in der Straße „Am Steine“ detoniert waren. Auch einige Fenster des Domes wurden beschädigt. Bei dem schwersten Luftangriff vom 22. März 1945 wurden der Dom und fast alle Häuser des Domhofs durch Spreng- und Brandbomben zerstört. Nur die Häuser Nr. 16 und Nr. 17 blieben leicht beschädigt erhalten. Auch die fürstbischöfliche Residenz wurde von Brandbomben getroffen, die einen Teil des Dachwerks und des Obergeschosses in Brand setzten, doch konnte das Feuer schnell gelöscht und der entstandene geringe Sachschaden bald behoben werden.

### Zweite Hälfte des 20. Jahrhunderts
Beim Wiederaufbau nach dem Zweiten Weltkrieg wurde der Verlauf der Straßen nicht verändert, so dass der Große Domhof mit seinem Kopfsteinpflaster den Verlauf des Hellweges noch heute widerspiegelt. Die nur leicht beschädigten Gebäude – Bezirksregierung (Domhof 1/Bohlweg 1) sowie die beiden Häuser Domhof 16 und 17 – waren bereits im Frühjahr 1945 instand gesetzt. Das ausgebrannte Kapitelhaus (Domhof 4), dessen massives Mauerwerk gut erhalten war, wurde 1946–1948 als erstes der zerstörten Bauwerke wieder aufgebaut und schon ab 1946 vom Gymnasium Josephinum für Unterrichtszwecke genutzt. Danach erfolgte 1948 der Wiederaufbau des Hauses Domhof 15, dessen Mauern sich ebenfalls in einem relativ guten Erhaltungszustand befanden. Im gleichen Jahr begann der Wiederaufbau des Domes, der 1960 eingeweiht wurde. Die zerstörten Kurien des Großen und Kleinen Domhofes wurden in den 1950er Jahren relativ schmucklos mit einheitlichen Fassaden neu errichtet. Beim Wiederaufbau des Bischofshauses (1954 vollendet) und des ehemaligen Residenzschlosses (Domhof 18–20) verzichtete man auf die Wiederherstellung der Verzierungen früherer Jahrzehnte.
Das bischöfliche Residenzschloss an der Westseite des Domhofs wurde nach einer Zeit staatlicher Nutzung als Landgericht zurückgekauft und in den 1970er Jahren zum Bischöflichen Generalvikariat umgenutzt. Die gesamte Bebauung des Domhofs ist bis heute überwiegend (bis auf das ehemalige Regierungsgebäude) in Bistumseigentum und beherbergt kirchliche Einrichtungen sowie Wohnungen für Geistliche und Mitarbeiter.

### Neugestaltung in den 2010er Jahren
Im Zuge der großen Domsanierung wurde auch der Domhof in den Jahren von 2010 bis 2015 vollständig umgestaltet und erneuert. Den Entwurf dazu lieferte nach einem Wettbewerb das Landschaftsarchitekturbüro Hahn von Hantelmann aus Hamburg.

## Bebauung
Neben dem Paulustor, das noch heute außen wie ein Zangentor tief hinter die Mauerfront zurückweicht, beginnt die Nordbebauung mit dem 1701 erbauten Bischofshaus, das seit 1829 Wohnsitz des Bischofs ist und nach der Zerstörung im Zweiten Weltkrieg 1954 wieder aufgebaut wurde, und weiteren alten Kapitelshäusern. Am Haus Nr. 29 A fällt ein spätgotischer Erker von 1518 auf. Er wurde anfangs „Chörlein“ genannt und gehörte ursprünglich zu einer Kurie, die sich auf dem Grundstück Domhof Nr. 30, der heutigen Dombibliothek, befand. Die Kurie wurde in hannoverscher Zeit als provisorisches Postgebäude genutzt. Nach dem Abriss der Kurie erfolgte von 1878 bis 1880 der Neubau der Dompost – Post- und Telegraphengebäude – als ein Backsteinbau in den neugotischen Formen der hannoverschen Architekturschule mit reicher Giebel-Entwicklung, nach Entwürfen von Conrad Wilhelm Hase. Der spätgotische Erker, der sich an der abgerissenen Kurie befand, wurde am Giebel des Postgebäudes zum Domhof hin eingebaut und mit der Dienstwohnung des Oberpostdirektors verbunden. Nach starker Beschädigung 1945 und dem modernen Wiederaufbau in den 1950er Jahren erfolgte 1994 der Abriss für den Neubau der Dombibliothek. Der Erker wurde vor dem Abriss des Postgebäudes abgetragen und an den Ostgiebel des Hauses Domhof 29A versetzt. Das letzte der alten Kapitelshäuser ist nur in konservierten Resten erhalten, hier ist eine Giebelwand mit Wappenschild sehenswert.
Daran schließt sich der postmoderne Bau der 1994 errichteten Dombibliothek an. Die Ostseite wird zur Hälfte vom ehemaligen preußischen Regierungsgebäude eingenommen (erbaut 1887–89 im Stil des Historismus und 1945 nur leicht beschädigt, später genutzt von der Bezirksregierung Hildesheim, danach als Hauptstelle des Niedersächsischen Landesamts für Soziales, Jugend und Familie), zur anderen von der um 1444 erbauten und 1945 ausgebrannten Antoniuskirche und dem zu Beginn der 1950er Jahre errichteten Joseph-Godehard-Haus, die zum engeren Domkomplex gehören, und den barocken und modernen Gebäuden des bischöflichen Gymnasium Josephinum. Die Antoniuskirche ist vor allem wegen des Azelinleuchters aus dem 11. Jahrhundert und wegen ihres Lettners von 1546 bekannt, der 1942 abgebaut und ausgelagert wurde und so der Zerstörung im Zweiten Weltkrieg entging. Die dreigeschossige Giebelfassade (1694) des Josephinums überstand den Krieg und prägt das Bild des südlichen Teils des Domhofs, der auch „Kleiner Domhof“ genannt wird. Zwischen dem Gymnasium und dem Dom erhebt sich das heute vom Dommuseum genutzte Kapitelhaus (Domhof 4), ein dreigeschossiges, im Mittelalter errichtetes Gebäude aus Sandstein, in dessen Westfassade und Giebel die Umrisse eines großen, zugemauerten gotischen Fensters gut erkennbar sind. Im Erdgeschoss befinden sich typisch gotische spitzbogige Fenster und eine ebensolche Tür.
Im Südosten gibt es einen alten schmalen Zugang, der „Stinekenpforte“ heißt – ein Name, der durch verhüllende Metathese entstand, da hier die Abwässer des Domhofs in die (jetzt unterirdische) Treibe hinabflossen. Die Stinekenpforte, heute eine abschüssige, auf beiden Seiten von einer Mauer aus Bruchsteinen begrenzte Gasse, erinnert an den früheren wehrhaften Charakter der Domburg. Sie ist mit einer Länge von 56 m eine der kürzesten Straßen Hildesheims und gleichzeitig eine der engsten. Die Stinekenpforte verbindet den Domhof mit den Straßen Hückedahl, Treibestraße und Neue Straße.
An der Süd- und Südwestseite folgen weitere historische oder nach der Kriegszerstörung nachempfundene Wohnhäuser. Hinter deren Gärten ist die alte Domburgmauer noch in größeren Abschnitten sichtbar. Hier findet sich auch der einzige erhaltene Rest der Bernwardsmauer und eines ihrer Türme.
Die Häuser Domhof 16 und 17 überstanden – abgesehen vom Regierungsgebäude – als einzige Bauwerke des Domhofs den Zweiten Weltkrieg, sie konnten nach nur leichter Beschädigung bereits im Sommer 1945 wieder genutzt werden. Haus Nr. 16 wurde 1887 erbaut, im Erdgeschoss fallen die Scheinquaderung sowie drei Rundbogenfenster auf. Beim Bau des Hauses Domhof 17 im Jahre 1901 wurden Teile des Vorgängerbaues verwendet. Das Untergeschoss mit einem spitzbogigen Portal ist aus verputztem Fachwerk, das Ober- und Dachgeschoss – ebenfalls aus Fachwerk – ragen deutlich vor.
Die Westseite des Domhofs wird vom ehemaligen Residenzschloss, Domhof 18–20, und seinen Anbauten beherrscht. Die fürstbischöfliche Residenz liegt genau dem Westwerk des Doms gegenüber und wurde in der heutigen Gestalt unter Bischof Clemens August (1724–1761) erbaut. Die relativ schmucklose Fassade wird durch zwei repräsentative Portale gegliedert. Bereits unter Bischof Hezilo (1054–1079) soll sich an dieser Stelle ein Bischofshaus befunden haben. Die vorderen Gebäude brannten 1945 aus, während der rückwärtige Teil der Anlage, der in den 1930er Jahren vollständig erneuert worden war, erhalten blieb. Bis 1974 befand sich in dem Gebäudekomplex das Landgericht, seitdem beherbergt er das Bischöfliche Generalvikariat. Einen postmodernen Architektur- und Städtebauakzent an der Nordostseite des Großen Domhofs bildet die 1995–1996 nach Plänen von Reinhard und Andreas Fritsch (Oldenburg) errichtete neue Dombibliothek Domhof 30. Nicht erhalten ist das Magdalenenstift.
Auf dem Domhof stehen das Bernwardsdenkmal von 1893 als überlebensgroße Bronzestatue des Bischofs Bernward von Hildesheim sowie am Paulustor ein Bronzemodell des Domhofs von dem deutschen Bildhauer Egbert Broerken.

Bildergalerie
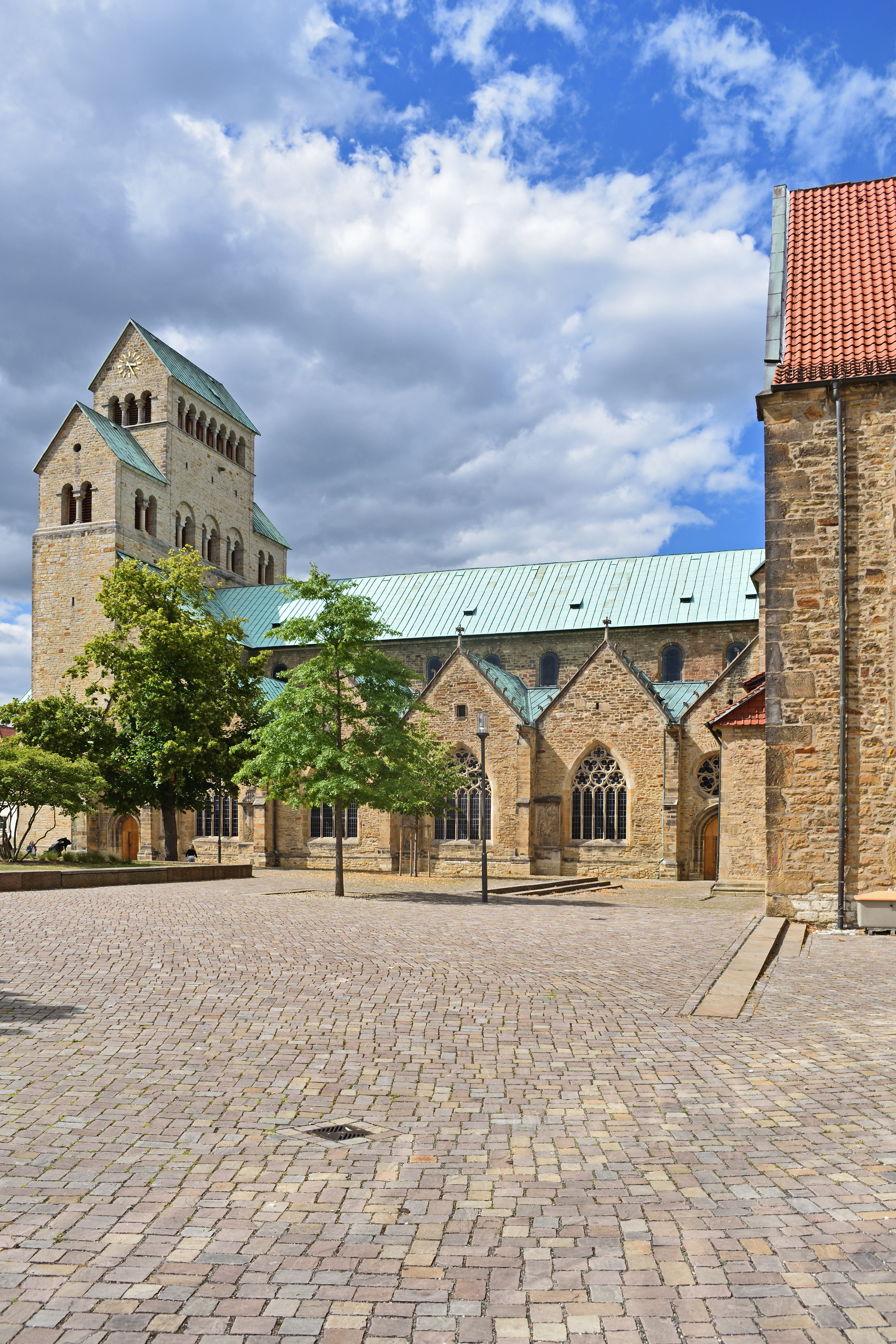
Südseite des Doms, vom Kleinen Domhof aus gesehen (2020)
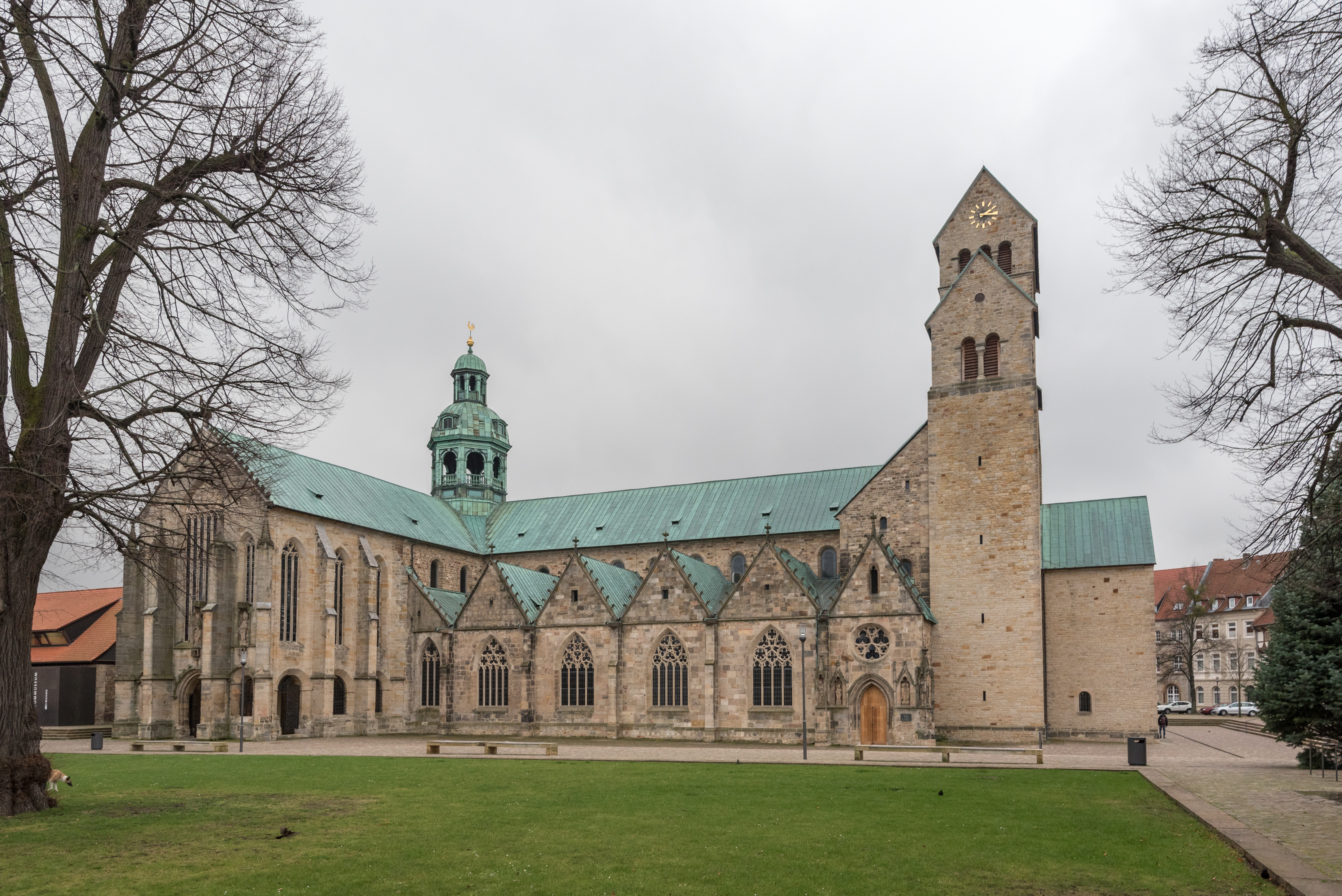
Dom, Nordseite (2017)
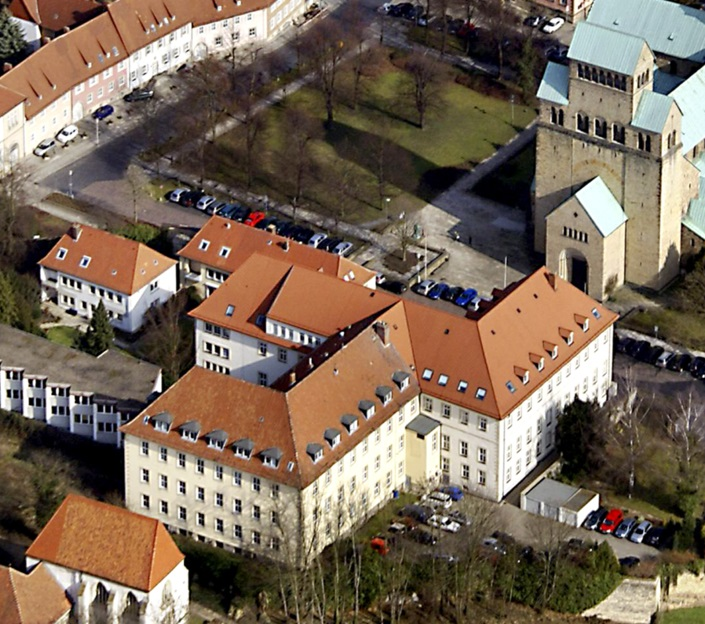
Luftbild des Großen Domhofs, im Vordergrund das Generalvikariat (vor der Umgestaltung von 2011–2014)
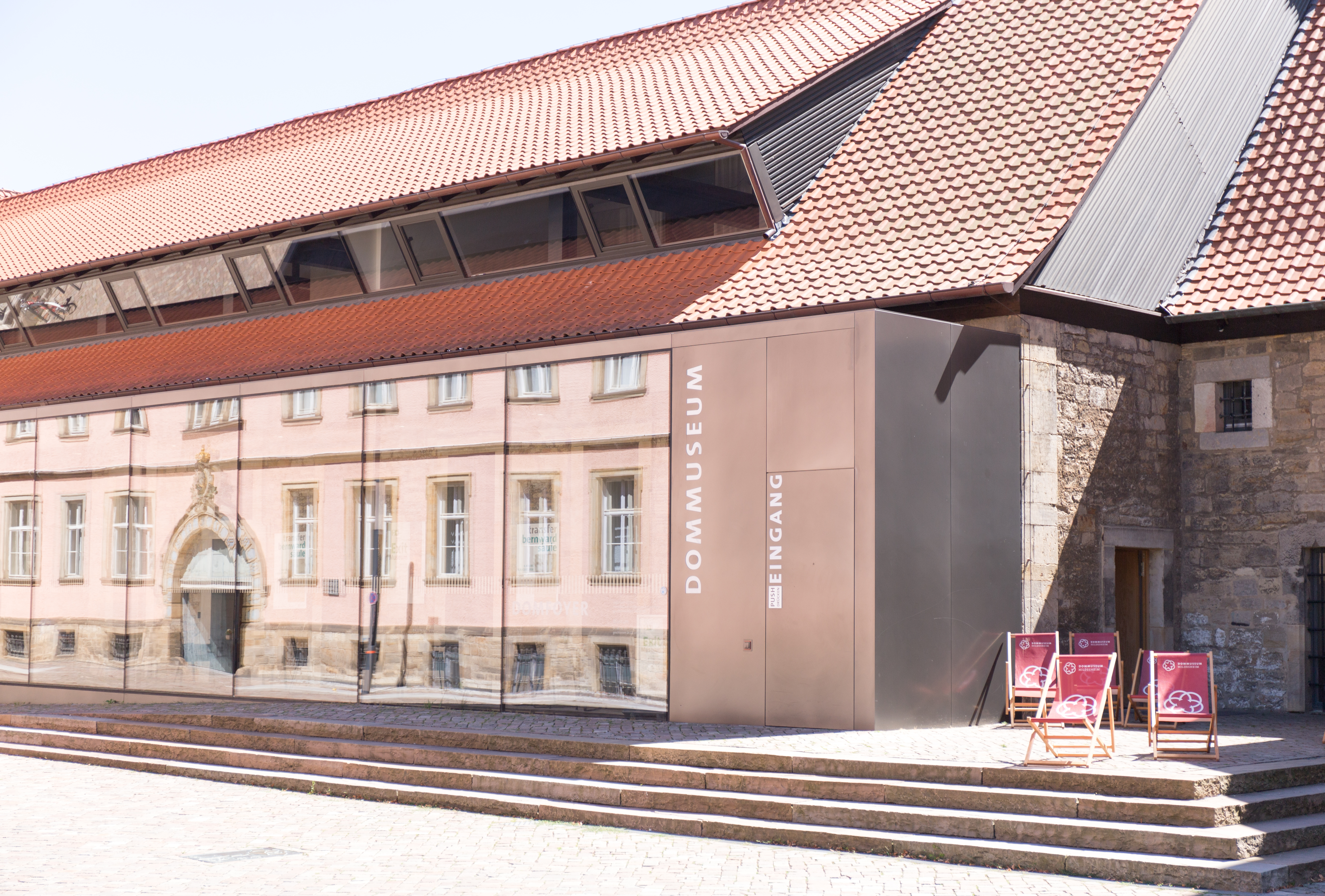
Dommuseum und Domfoyer
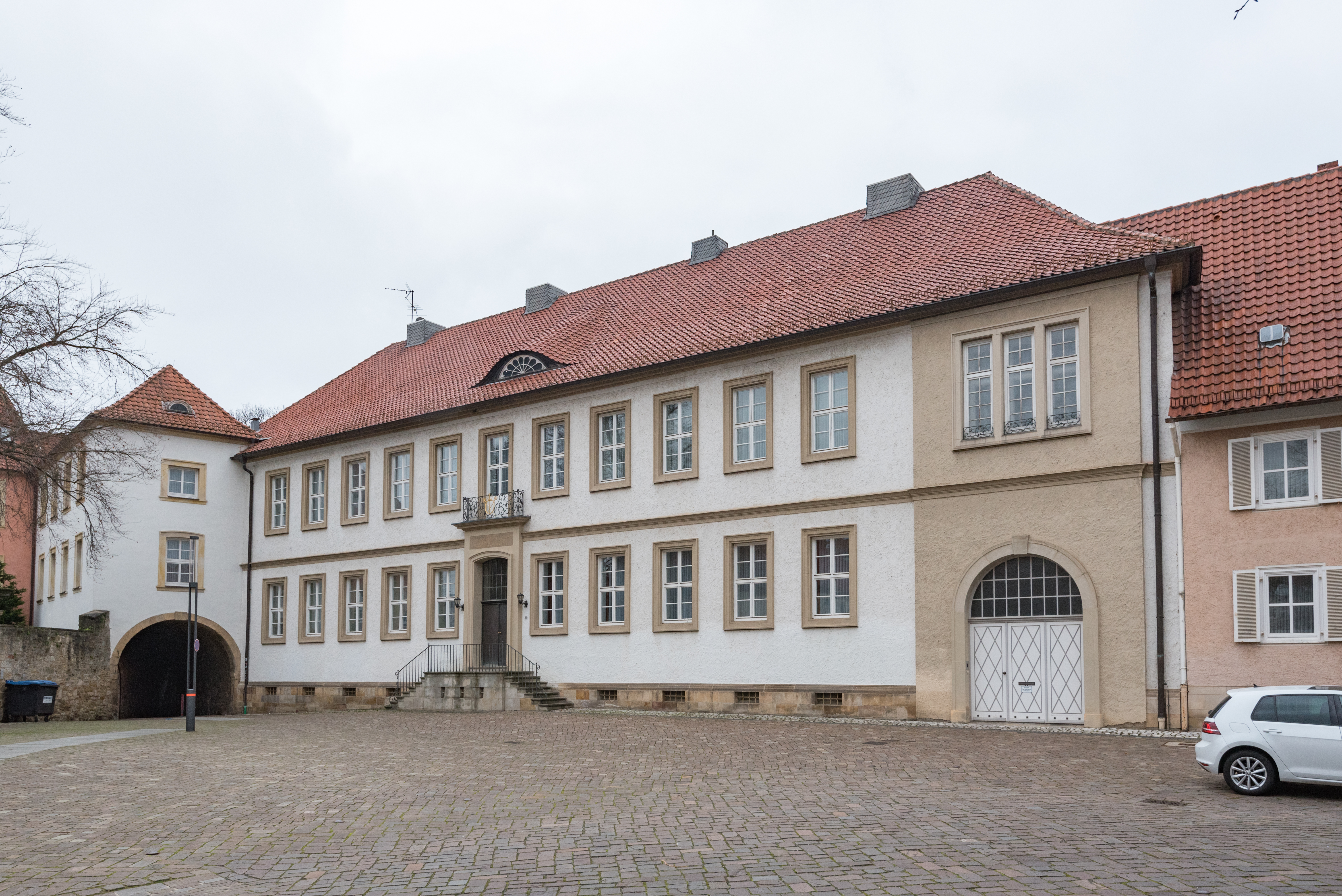
Bischofshaus; links das Paulustor
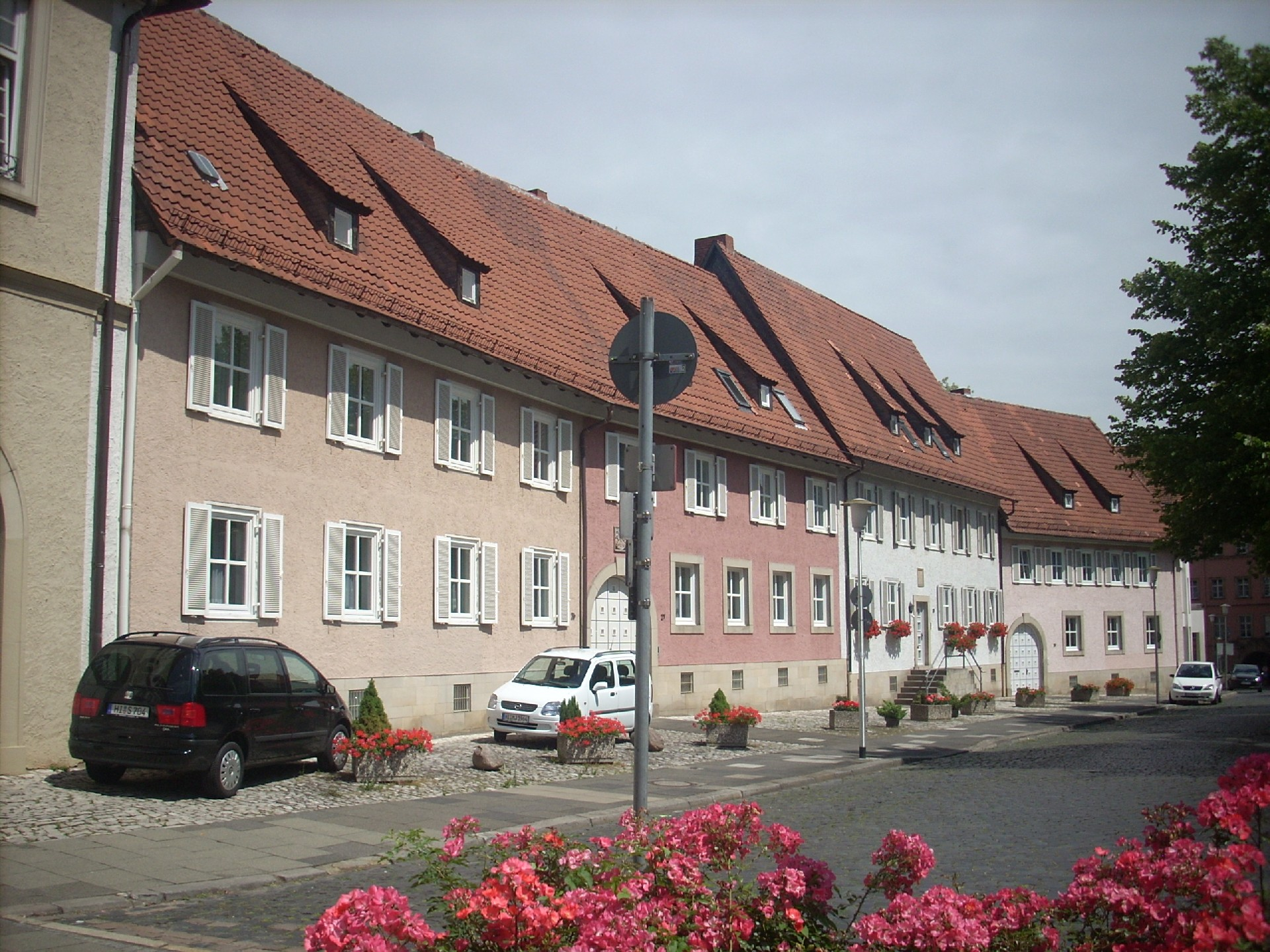
Nordbebauung entlang dem alten Verlauf des Hellwegs
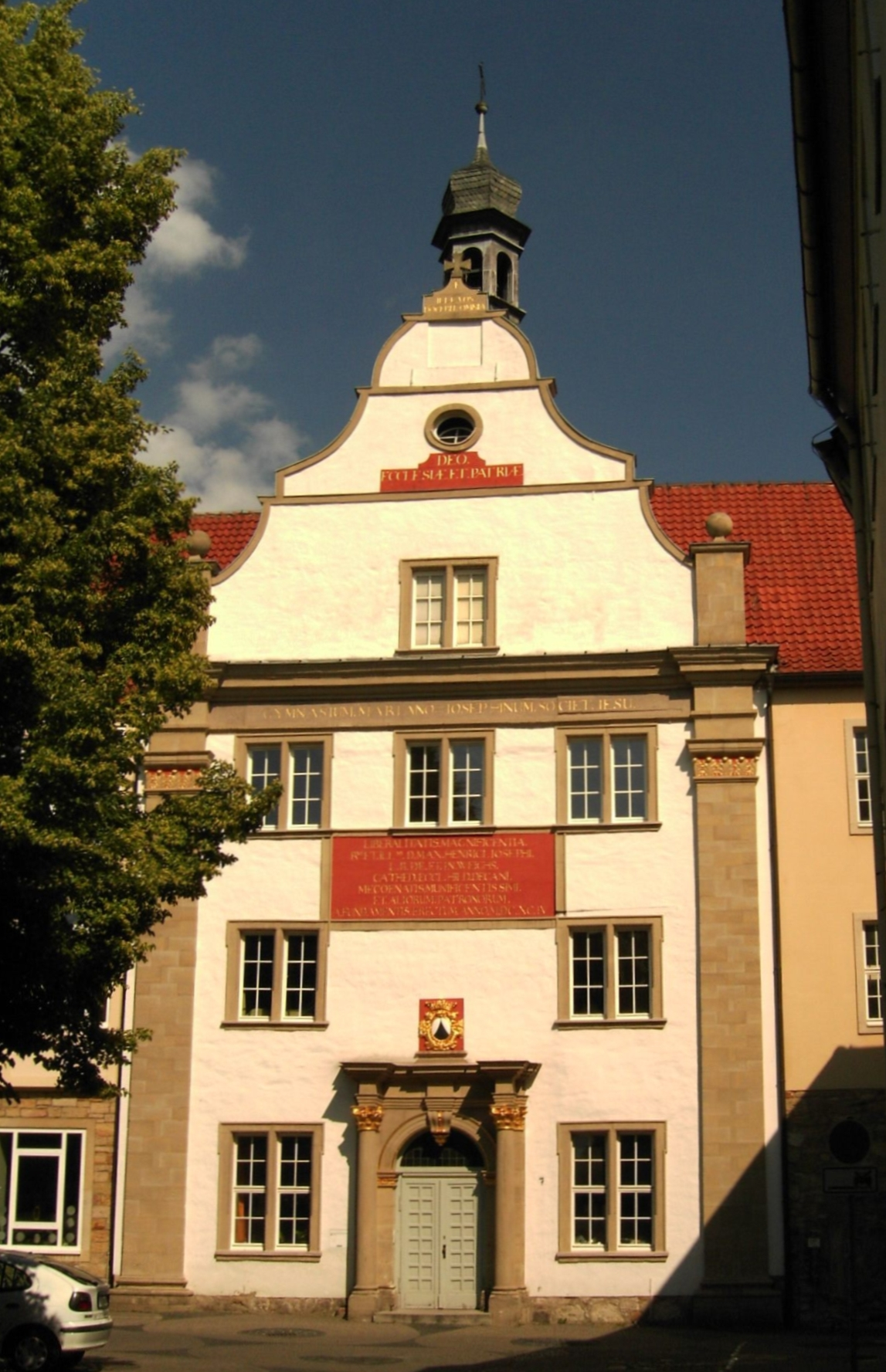
Barockportal des Josephinums
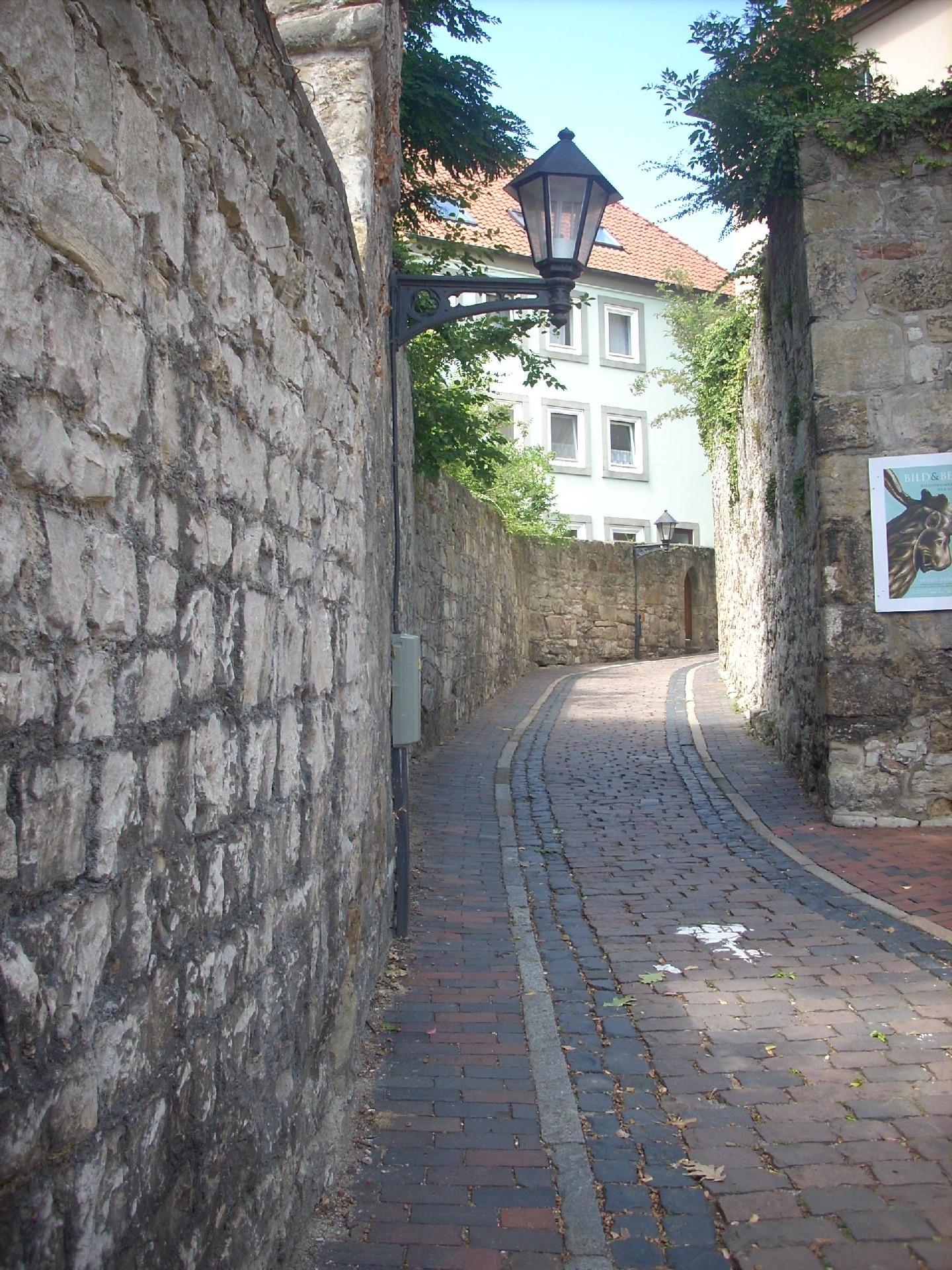
Stinekenpforte – Blick zum Domhof
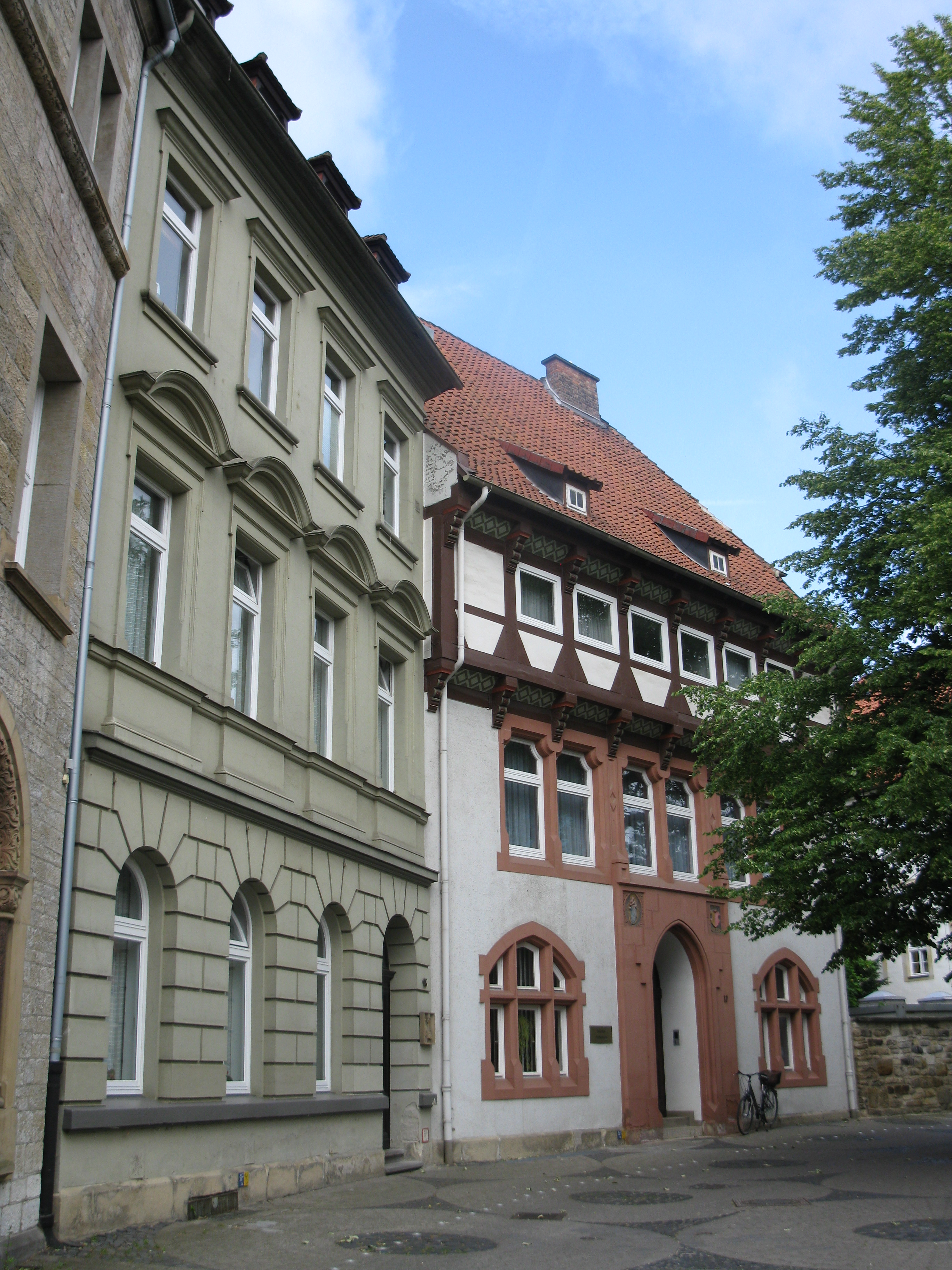
Domhof 16 und 17
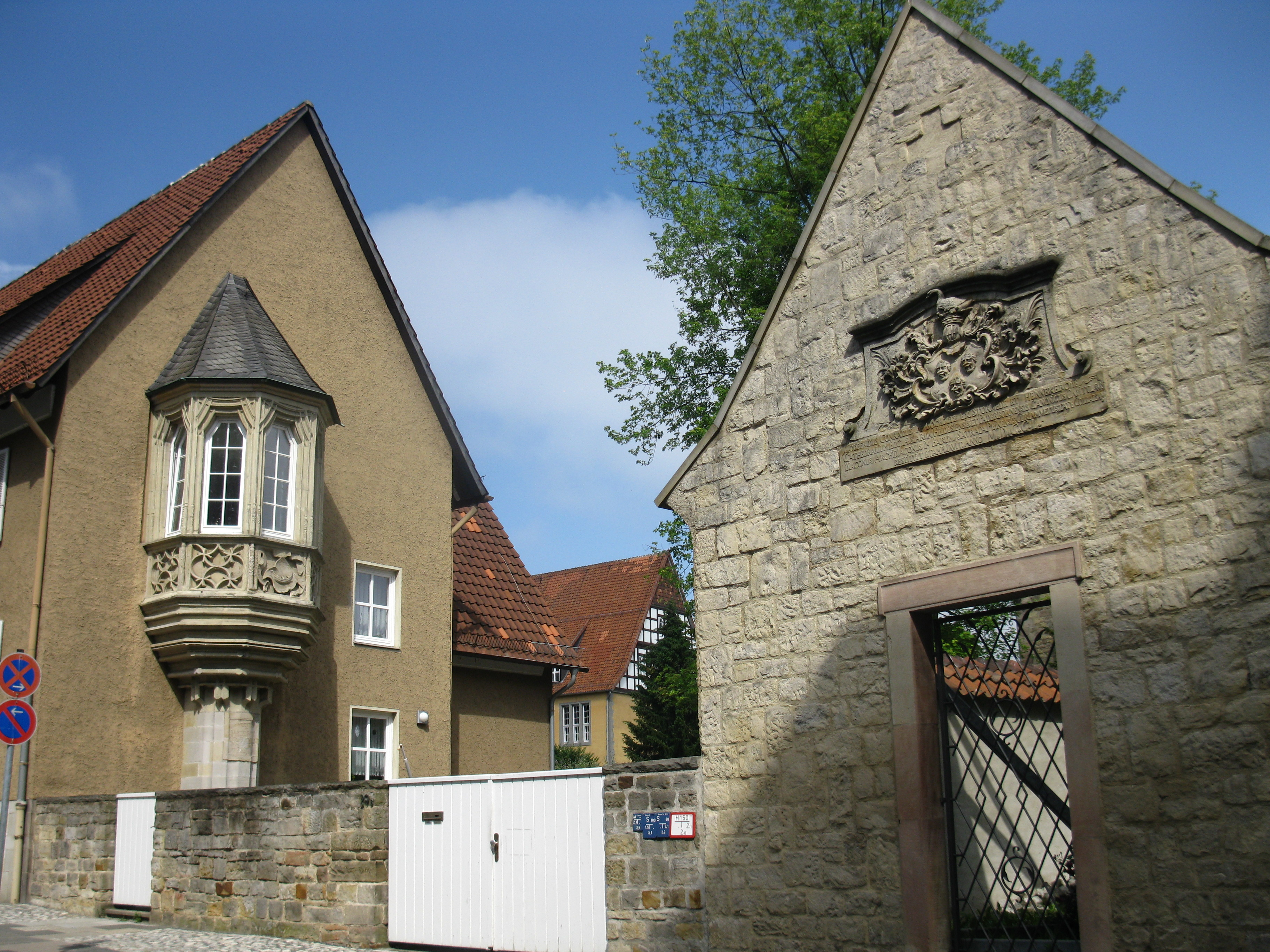
Spätgotischer Erker (1518) und Giebelwand
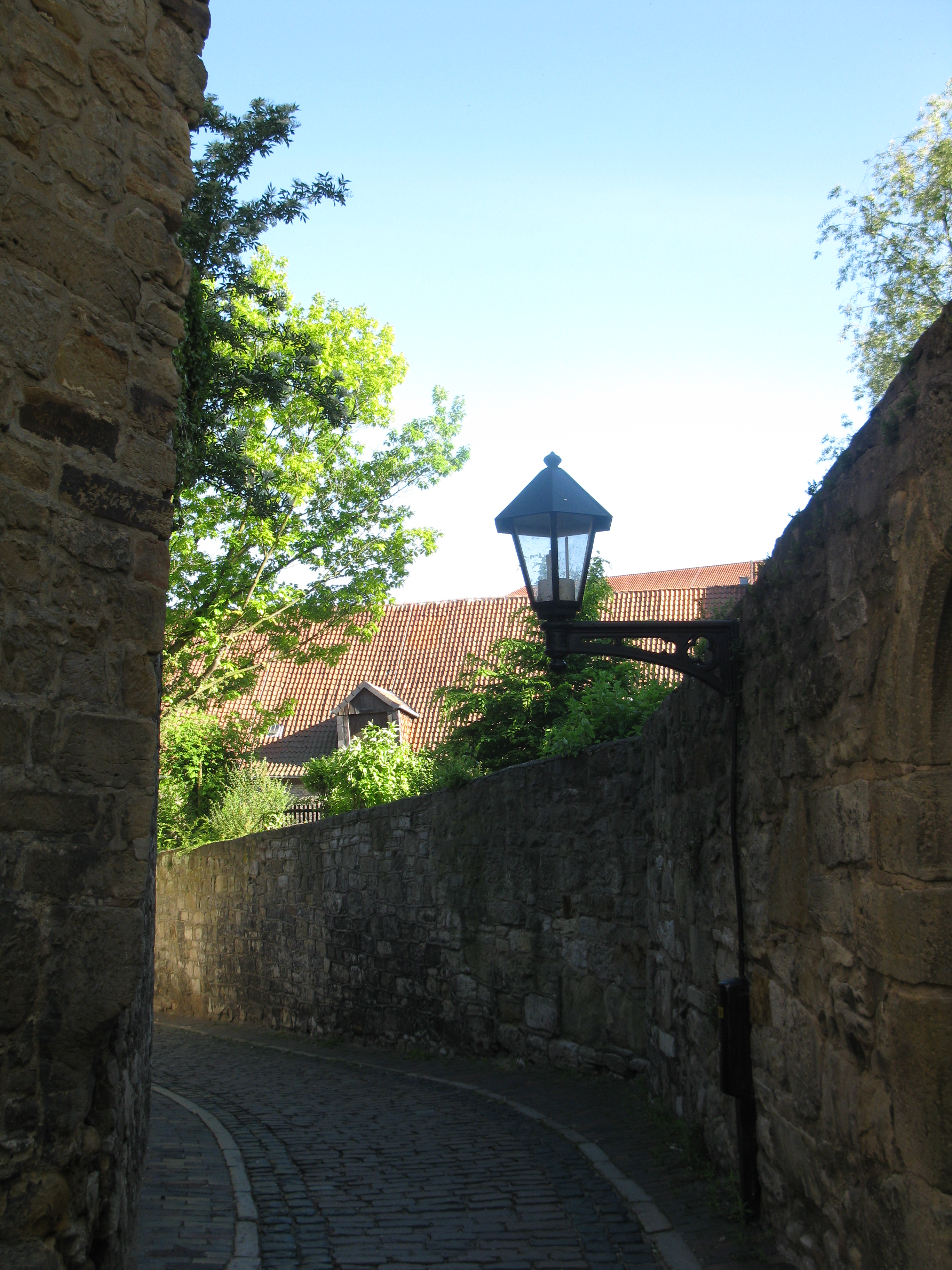
Blick vom Domhof in die Stinekenpforte
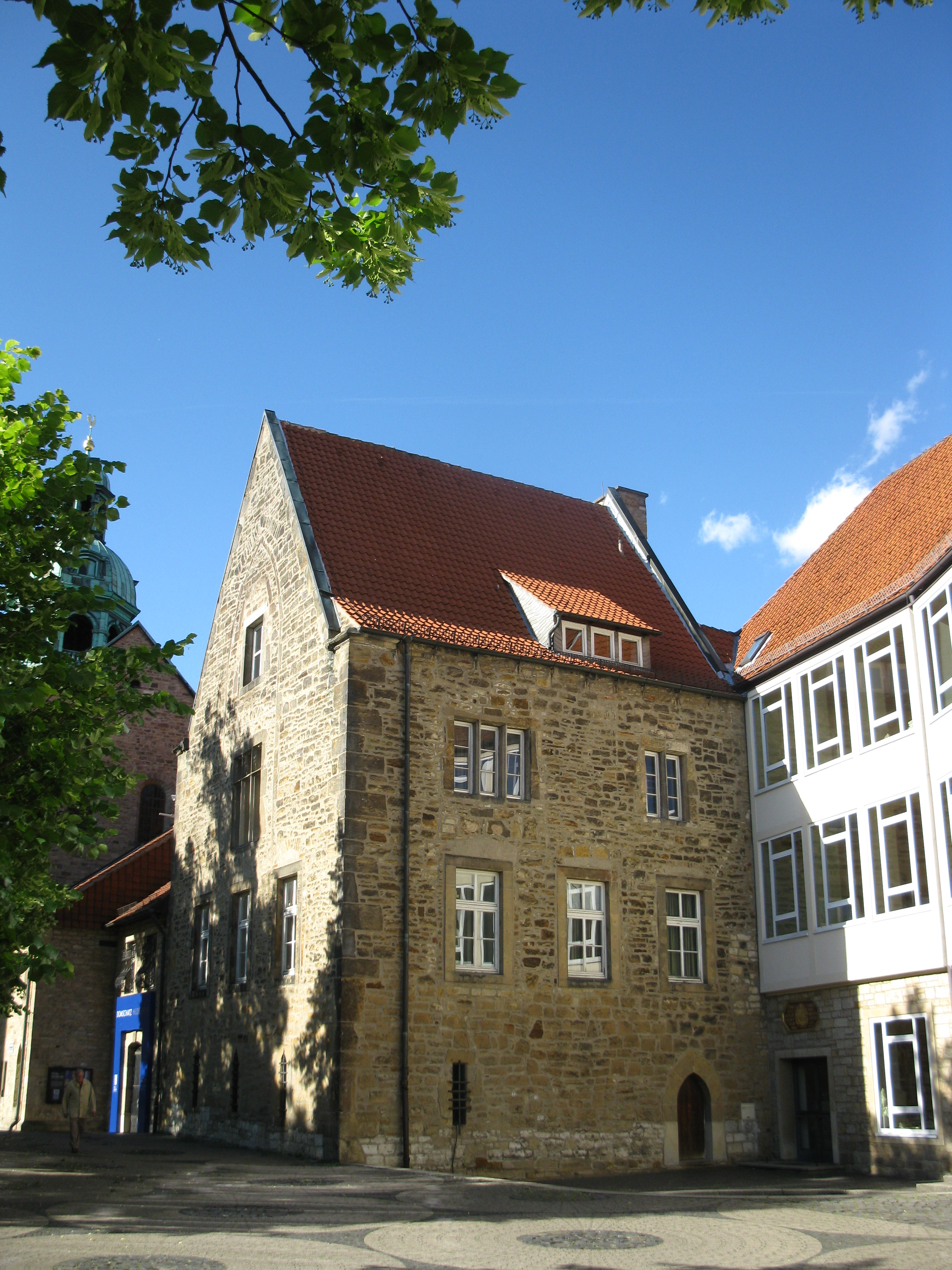
Kapitelhaus
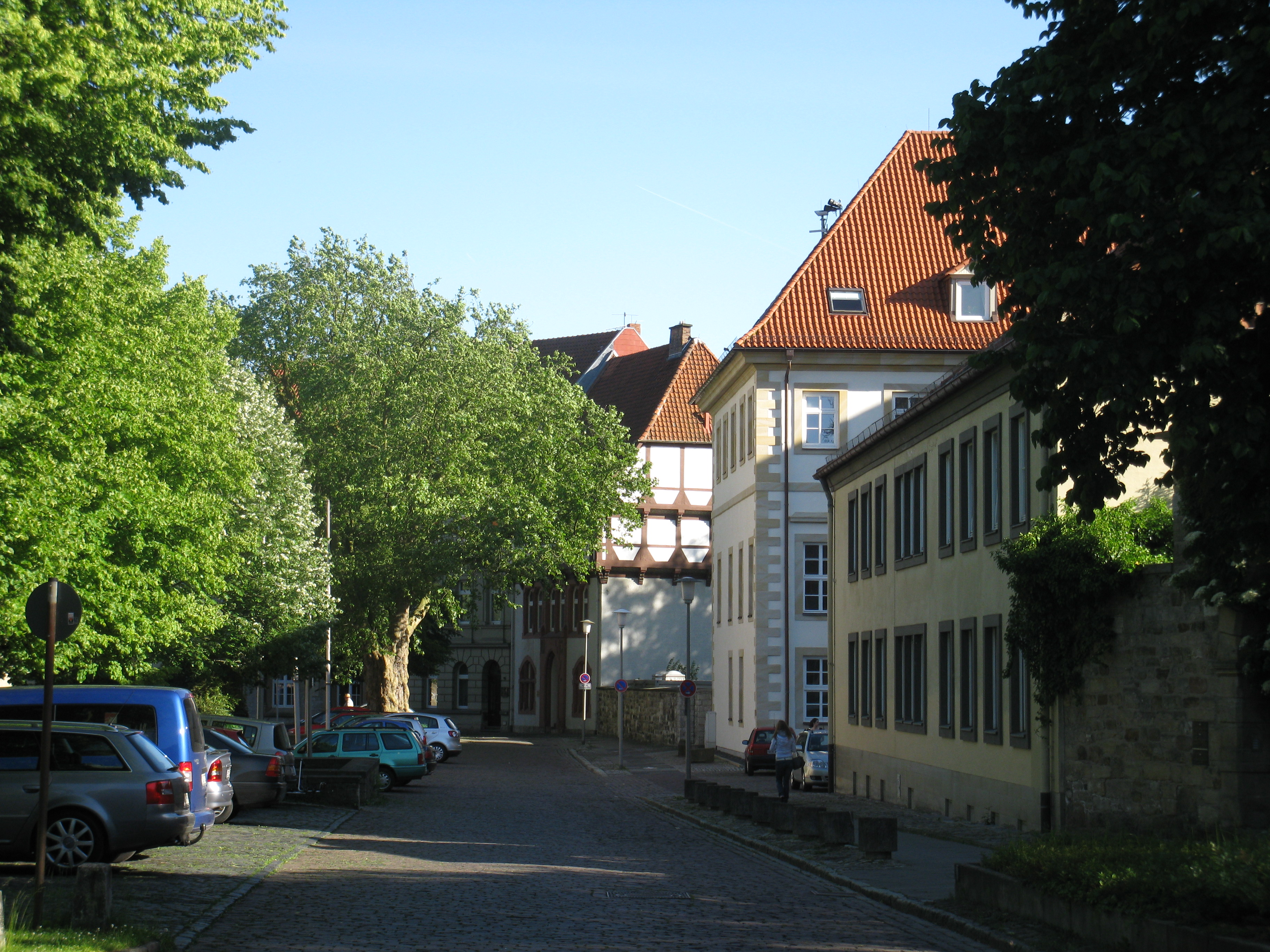
Domhof – Westseite
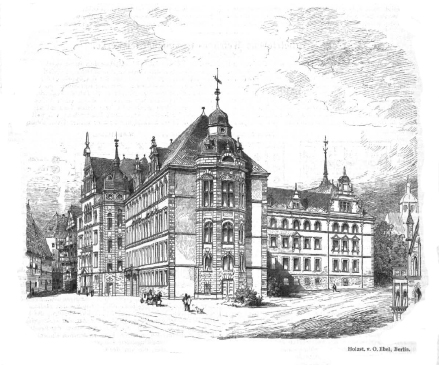
Regierungsgebäude Domhof 1 von Nordwesten, im Hintergrund der Dom (1896)
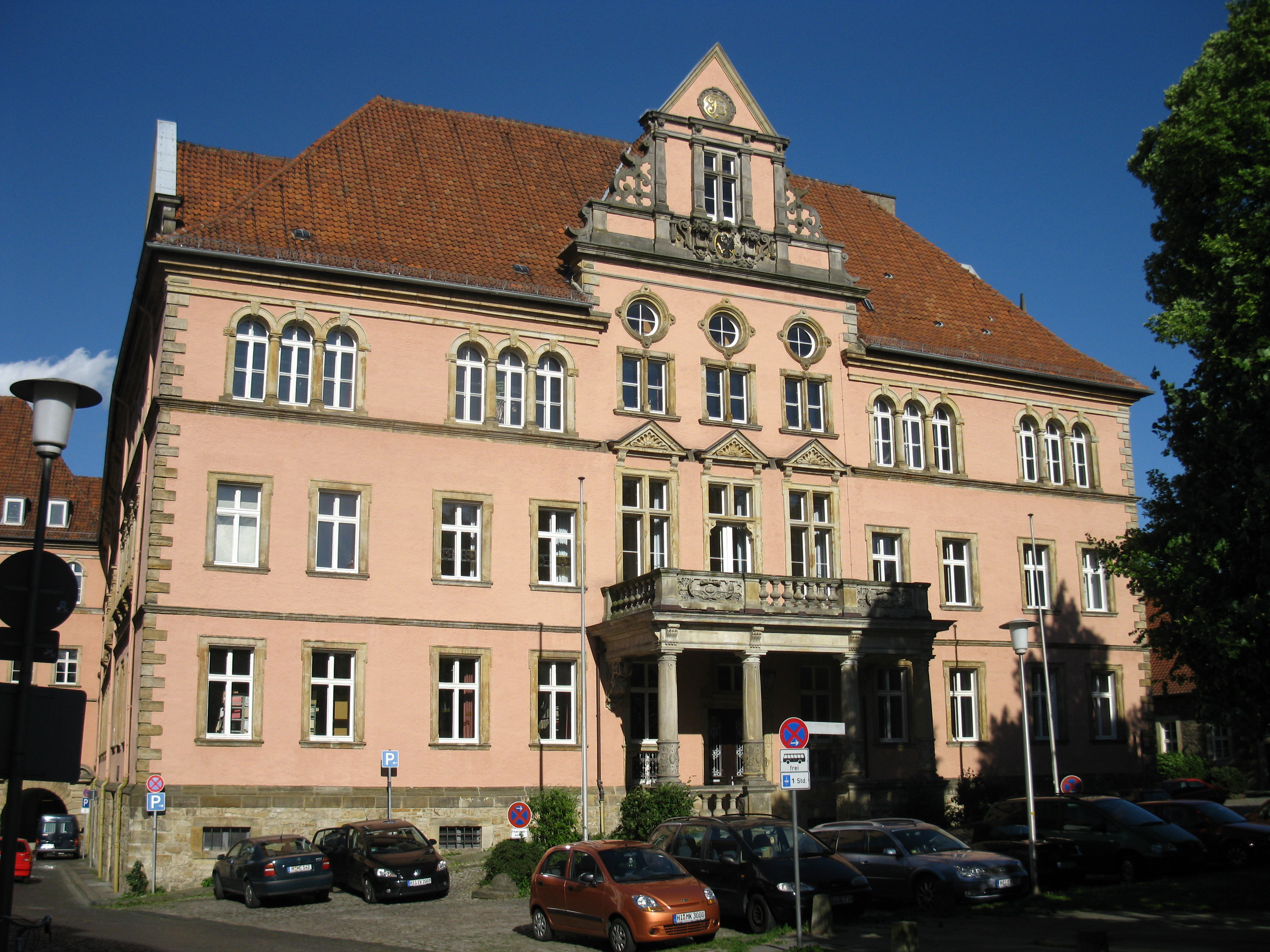
Regierungsgebäude, Domhof 1 / Bohlweg 1, Ansicht von Osten
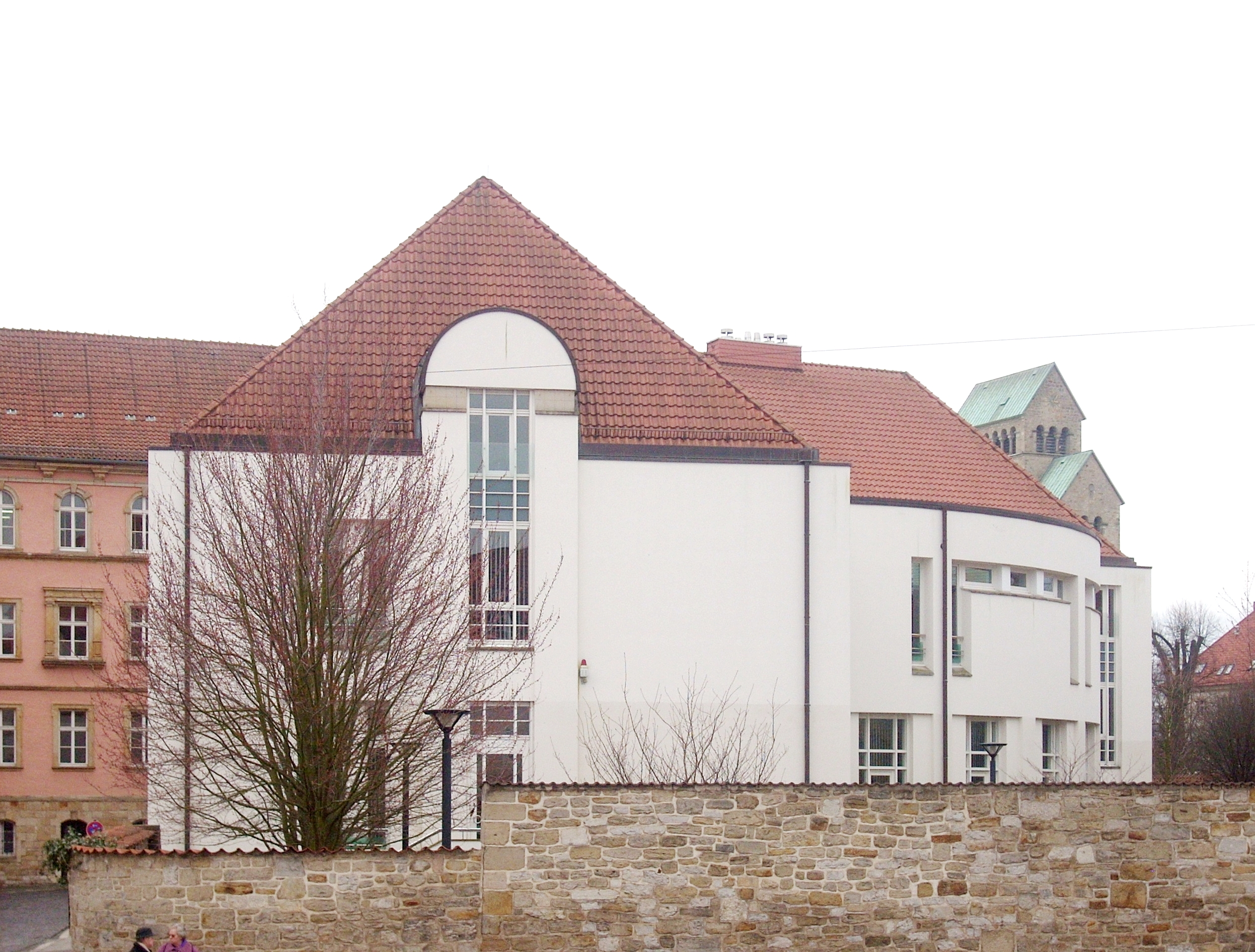
Dombibliothek, Domhof 30

Denkmale und Skulpturen auf dem Domhof
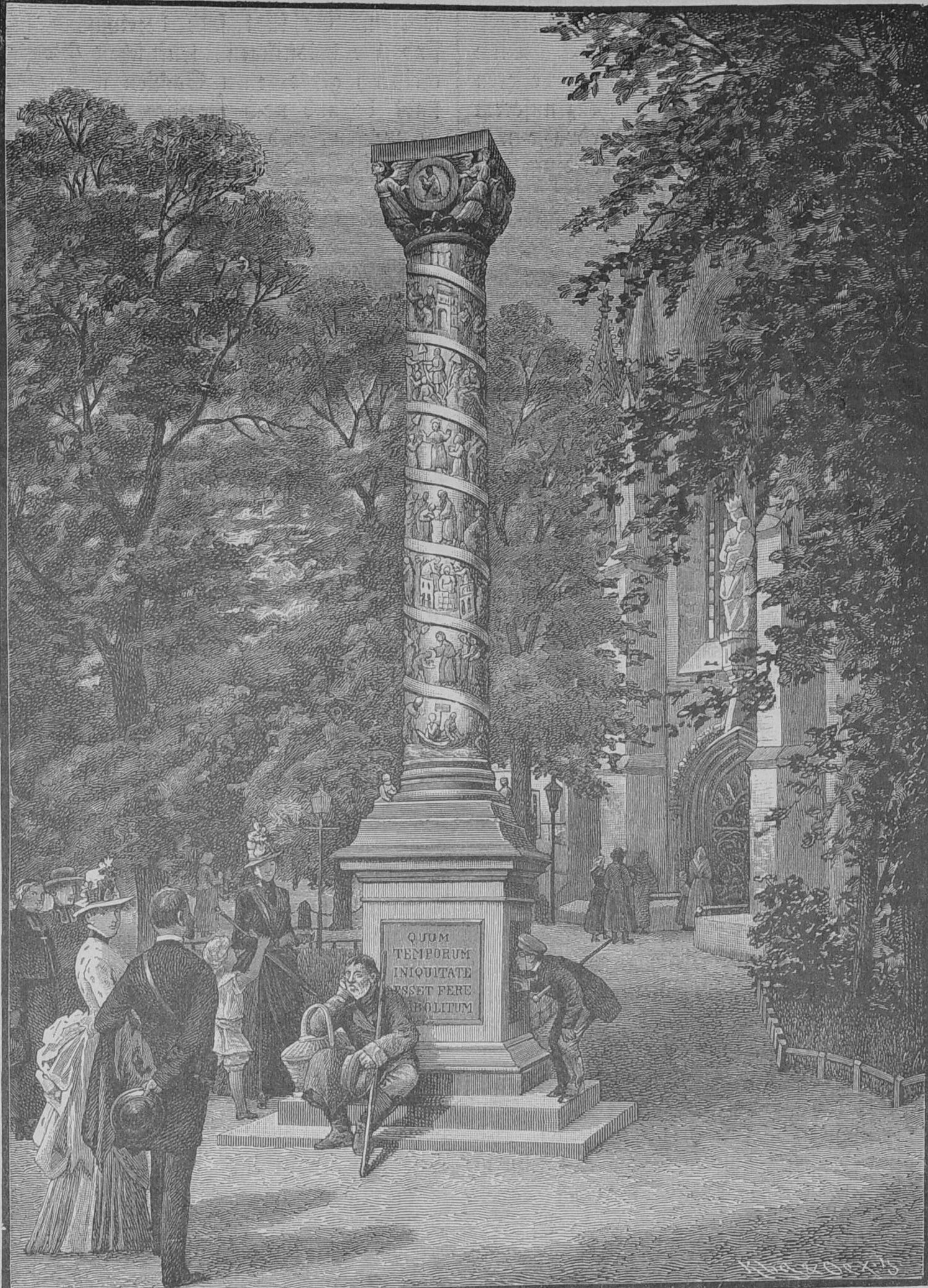
Christussäule vor dem Dom (1888)
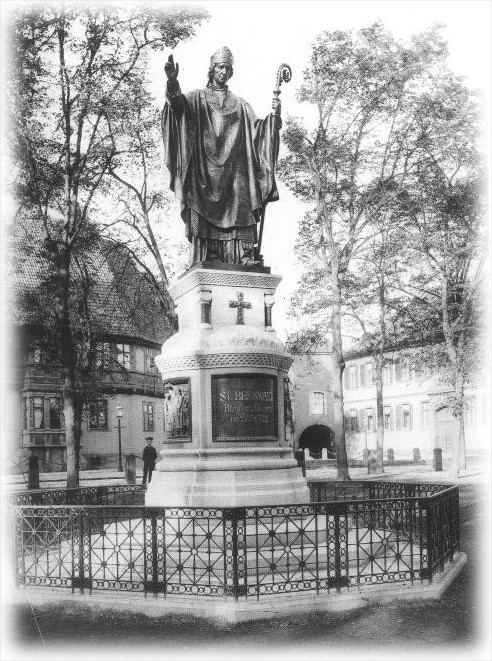
Bernwardsdenkmal (Ursprünglicher Zustand)
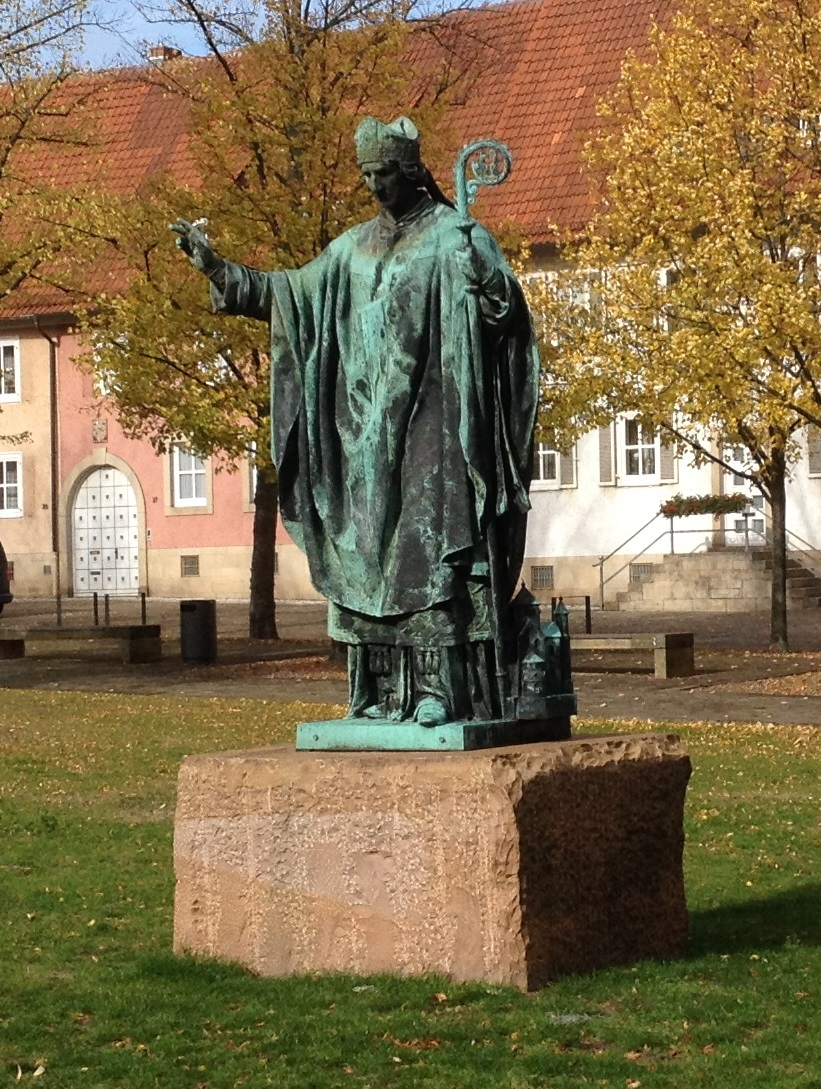
Bernwardsdenkmal (seit 2014)
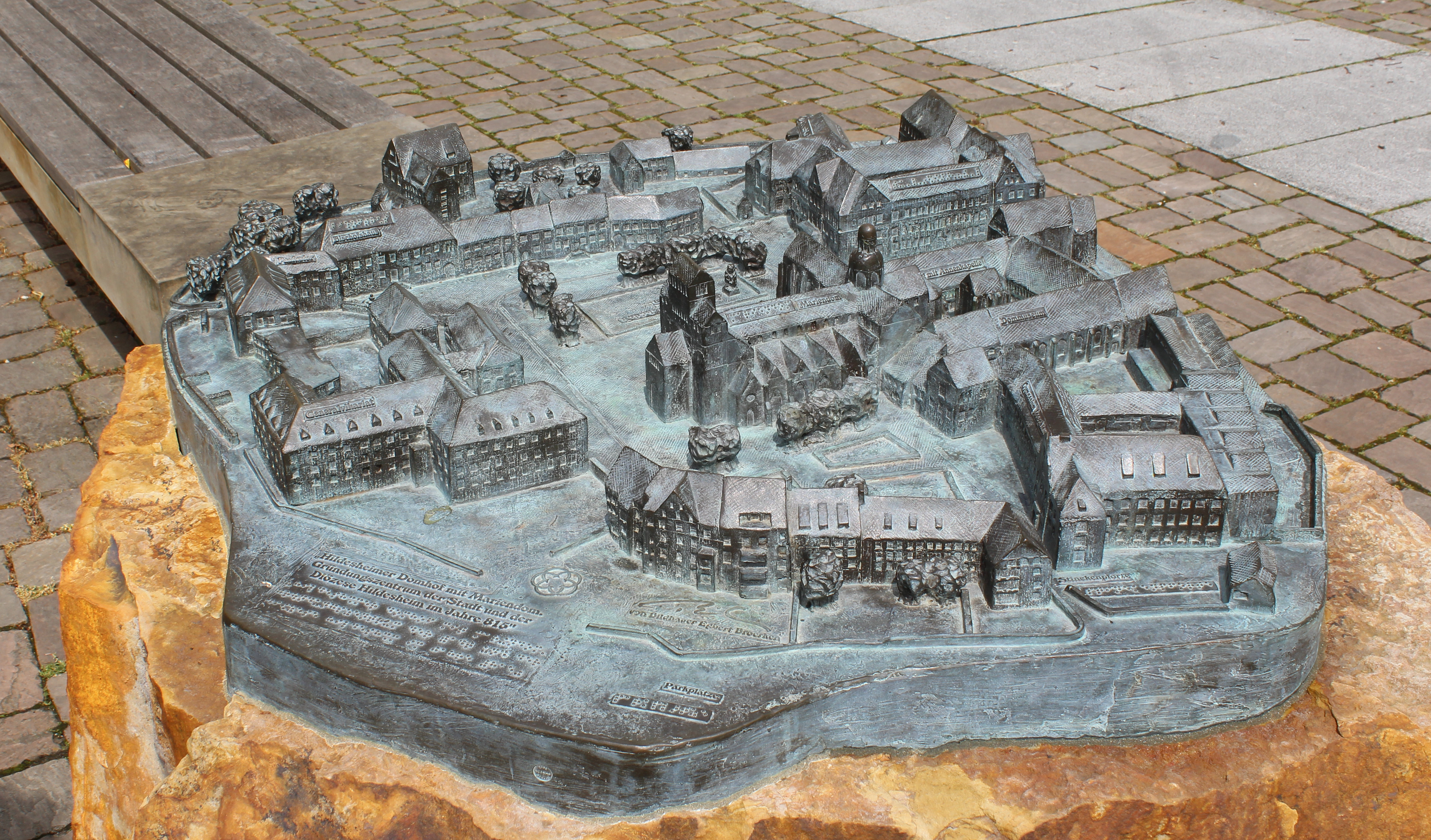
Modell des Domhofs